# Municipio de Mezquitic
El municipio de Mezquitic es uno de los 125 municipios en que se encuentra dividido el estado mexicano de Jalisco. Es uno de los municipios situados más al norte de la entidad y de los más extensos, su cabecera es la población originaria Wixárika de Mezquitic.
San Juan Bautista de Mezquitic se llamó en sus orígenes.
Esta población formaba parte de los veinticinco pueblos indígenas que integraban la frontera de San Luis de Colotlán.
La palabra Mezquitic proviene de la unión de los vocablos náhuatl, "Mízquitl" que significa "Mezquite" y "Ític" que significa "Dentro"; lo cual se interpreta como: "Dentro del mezquite". También puede interpretarse como "Entre los mezquites" o "Dentro del mezquital".
Francisco de Verdugo se convertiría en el primer español en divisar estas tierras en 1530, acompañado por los conquistadores Nuño de Guzmán y Pedro Almíndez Chirinos, quienes recorrieron Chichimequillas (lo que hoy es Aguascalientes y Lagos de Moreno), Zacatecas, y nuestro municipio, hasta llegar a Tepic en 1531.
Esta compañía conquistaría a los valles de los pueblos “cascanes”, que habitaban lo que hoy integran los diez municipios de la zona norte del estado de Jalisco y algunos pueblos del estado de Zacatecas.
La conquista definitiva de esta región fue en 1548 por órdenes del virrey don Luis de Velasco, quien procuró un advenimiento invitando a México al capitán Miguel Caldera, hijo de Pedro Caldera, uno de los fundadores de la ciudad de Jerez, quién, a cambio de las promesas de recibir carne y maíz, ofreció someterse y aceptó la proposición de recibir bien a las 100 familias tlaxcaltecas que irían a colonizar Mezquitic, a cambio de apaciguar a los belicosos Chichimecas que seguían hostilizando la región.
La zona norte y central de la Sierra Madre Occidental, fue denominada sierra del Tepec y sierra de San Andrés en el siglo XVI por los españoles, considerado bastión de los “huitsolmes”, los cuales se hallaban dispersos entre los valles intramontanos colindantes a la sierra del nayar y quienes tenían profundos vínculos comerciales y étnicos con los coras.
En 1530, participaron en la rebelión del Mixtón con otros grupos indígenas vecinos. Para 1550, los conquistadores habían localizado vetas de plata al sur, en la sierra del Tepec (hoy Bolaños), y al noreste del territorio wixárika, en Zacatecas. Entonces la insurrección nativa se extendió y los españoles se enfrentaron a la llamada ‘guerra chichimeca’ hasta 1592.
Fue a partir de 1592 cuando se estableció la jurisdicción de las Fronteras de San Luis Colotlán, con sede en dicha comunidad, cuando se garantizó el control nominal sobre la cuenca del río Tepec-Bolaños, y se advirtieron diversos esfuerzos concertados y de mayor amplitud para explotar los yacimientos de la zona.
Al poniente, los franciscanos fundaron una misión en Huaynamota en 1580, pero los nativos huyeron a los altos de la sierra antes de asentarse cerca de la misión.
Después de establecer la paz formalmente en la periferia del territorio wixárika, los misioneros franciscanos fundaron una misión en 1591-1592, al este de la barranca del Bolaños en el pueblo de Chimaltitán, a la postre Guazamota, en 1606; Huajimic, en 1610; Mezquitic, en 1616; Chimaltitlán y Amatlán de Xora, en 1620; Camotlán, en 1624 y Huejuquilla en 1649.
Los wixaritari fueron conocidos como xurute, según un mapa geográfico publicado en 1579, en el Atlas Theatrum Orbis Terrarum. El padre Tello usa el término vizurita en su Crónica Miscelánea, escrita en 1652. En 1653, el obispo de Guadalajara, Ruiz Colmenares usa el término guisol o huitsolme para señalar los idiomas más eficaces para misionar en esta área.
El padre Antonio Arias y Saavedra se refiere a ellos como xamucas y huietzolmes en su Información de 1673, que es la primera obra etnográfica sobre los indígenas de esta zona de la Sierra Madre, según el historiador Gutiérrez Contreras.
Desde entonces Mezquitic ha existido aislado del resto de los pueblos vecinos y de la capital tapatía, aunque el desarrollo propio del siglo XXI ha modernizado las vías de transporte y comunicación de la zona, aun es difícil el acceso a estas tierras.
Es así que desde fines del siglo XVI, los oficiales de la Audiencia de la Nueva Galicia habían aceptado, de manera renuente, el estatus de las Fronteras de San Luis Colotlán y la jurisdicción de la Nueva España sobre los pueblos indígenas, a través de un capitán protector y justicia mayor, con la fundación de Santa Rosa, Hoy bolaños, y el incremento de la población en el real minero los oficiales reales de Guadalajara comenzaron a reclamar el derecho de ejercer su control político y fiscal sobre este numeroso grupo de españoles y mestizos que habitaban la zona.
Se desconoce la fecha exacta de su fundación, pero es anterior al establecimiento del convento de San Juan Bautista de Mezquitic, que se efectuó en 1616.
Sus pobladores antes de la llegada de los españoles fueron diversas familias, entre ellas: chichimecas, tlaxcaltecas, coras, huicholes y zacatecas; estos pobladores formaron el primer régimen político de la región. Pertenecían al tlatoanazgo de Colotlán. Es digno mencionar que chichimecas y tlaxcaltecas se conservaron independientes, sin mezclarse y conservando cada grupo sus usos y costumbres por mucho tiempo.
Mezquitic como tal, está conformado por varias comunidades y localidades, entre las cuales destacan: San Andrés Cohamiata, Santa Catarina Cuexcomatitlán, San Sebastián Teponahuaxtlán, Mesa del Fraile, El Maguey, Mortero, Minillas, Cerro Colorado, San Juan de Navarrete, Las Bocas, Totuate, Nostic, Los Amoles, por mencionar algunas.
Siendo Nostic, Tenzompa de las más antiguas y más destacadas en la región. Nostic fue una comunidad indígena rebelde durante la colonia. En 1704 los indios de Nostic, cansados de los malos tratos del capitán Silva, se pusieron en comunicación con los de Colotlán para aprehenderlo y declarándose en abierta rebelión. Más adelante, Fray Antonio Margil de Jesús, del convento de Guadalupe Zacatecas, recorrería esta región para su conquista espiritual en 1720.
Durante el tiempo de la colonia, la sierra no pudo ser conquistada. Los pueblos de Colotlán, Mezquitic, Huajimic, Huejuquilla y Tenzompa delimitaron y aislaron el territorio wixárika. La conquista de la sierra se consumó en 1722 y para el año de 1730, el área huichol se organizó formalmente y emergieron las tres comunidades contemporáneas: San Andrés, Santa Catarina y San Sebastián; las cuales debían ser administradas desde Colotlán, siendo considerada San Sebastián como la doctrina de toda la región.
Para 1733, se asentaron las misiones de los franciscanos en San Sebastián Teponahuaxtlán, conformando el primer núcleo de influencia católica en el corazón de la sierra, sin embargo, los wixaritari fueron adecuando la doctrina católica a su cosmogonía.
Durante este periodo, las comunidades indígenas de San Sebastián, Tenzompa, Mezquitic, Huejuquilla, Nostic y San Andrés, desmontaron la zona debido a la alta demanda de madera y carbón para las misiones del real de minas de Bolaños, que demandaba materia para apuntalar las galerías de las minas y los ademes de los techados, que también adquirieron el monopolio de venta de carbón y leña para las minas, lo que extendió la destrucción de los recursos bióticos de esta región.
Durante este tiempo también emergieron lugares destinados a la merced de cria de ganado y producción de mezcal artesanal, como la estancia de san nicolas y totuate.
La construcción del templo parroquial de San Juan Bautista, data del 21 de marzo de 1774 y el arreglo de cruceros y del coro de 1877. Sin embargo, su archivo parroquial conserva datos desde el 26 de noviembre de 1667.
Antiguamente Mezquitic pertenecía al municipio de Huejuquilla el Alto, como consta en el decreto del Congreso del Estado del 9 de noviembre de 1861.
El 3 de mayo de 1872 se establece el 8º. Cantón, cantón al que perteneció Mezquitic desde 1825, formado por Huejuquilla el Alto y Mezquitic.
Y el 28 de septiembre de 1872, se publicó el decreto número 314 en el que se dispuso que el pueblo de Mezquitic llevara en lo sucesivo el título de villa.
Y en 1878, Mezquitic pertenecía al Octavo Cantón y primer Departamento de Colotlán, nueve años más tarde, en 1887 Mezquitic pasó a ser el tercer Departamento del Octavo Cantón de Colotlán; y en el decreto del 5 de mayo de 1880 ya aparece como municipio.
El Kiosko fue edificado entre los años de 1875 a 1891, años en los que los kioscos ganaban popularidad en todas las ciudades debido a la influencia francesa que llegaba a nuestro país.
Durante 1895 y 1896, llega a Mezquitic Carl Sofus Lumholtz, etnógrafo noruego con más de medio centenar de Mulas para escribir sobre el pueblo wixárika a través de su libro “El México Desconocido”, patrocinado por el Museo Americano de Ciencias de Nueva York y financiado por Porfirio Díaz.
En 1906 se creó la comisaria de la Mesa del Fraile y en 1912 fue creada la comisaria de San Andrés Cohamiata mediante el decreto 1216, la cual comprendía a las comunidades de Santa Catarina Cuexcomatitlán, San Sebastián Teponahuaxtlán, Tuxpan y Guadalupe Ocotán, estableciéndose una oficina de Registro Civil en esta última comisaria.
Durante la revolución surgieron destacados guerrilleros, entre ellos villistas y carrancistas, como lo fue el caso de Néstor Ulloa y Pepé Sánchez, ambos de la localidad de Nostic, quienes también participarían activamente durante la “cristeada”.
El 8 de marzo de 1911 llega a Mezquitic el General Luis Moya, antireleccionista, llegando así la revolución y el agrarismo a Mezquitic.
El 11 de noviembre de 1913, por el Decreto 1627, se trasladó a la cabecera de la comisaria de San Andrés Cohamiata a San Sebastián Teponahuaxtlán, y por último, el 7 de abril del año 1963 por el Decreto 8965, se elevó a Delegación Municipal a las comunidades indígenas de San Andrés Cohamiata, San Sebastián Teponahuaxtlán y Santa Catarina Cuexcomatitlán.
Llega la cuestión del villismo a la región, destacándose Ernesto Ulloa, originario de Nostic. Luego llegó la cristiada, que trajo azoro y amenaza para los pueblos, por lo que fue necesario crear una defensa para dar protección al pueblo. Don Luz Robles era el jefe de esa defensa, a la que se unió gente del gobierno, el cuerpo de policía rural y habitantes del pueblo.
Durante 1927, después de que entrara en vigor la Ley Calles, La Liga Regional Católica de Zacatecas, amenaza al pueblo de Mezquitic después de que este se declarara a favor del gobierno, enviando a Pedro Quintanar, Aurelio Acevedo y a Buenaventura Montoya, para realizar esta encomienda.
El primer enfrentamiento se da el 25 de noviembre de 1927, donde el pueblo logra repeler el ataque. Ahí debutó la “Defensa”.
Así mismo, en la sierra se levantan en armas en contra de los señores que se declaran gobiernistas, siendo Pepe Sánchez, Juan Bautista y Agustín Carrillo las cabecillas de este movimiento dentro de las comunidades.
Para 1928, los cristeros logran tomar el pueblo, dejando al pueblo en ruinas, quemado y saqueado, donde muchos de los habitantes se ven obligados a abandonar el pueblo.
Se llegan los arreglos en 1929 y en 1935 vuelve a surgir el rescoldo de este movimiento en la región, siendo liderada por Pepe Sánchez, Epitacio Lamas y Buenaventura Montoya
Mezquitic no solo experimentó cambios políticos y sociales durante el periodo comprendido entre la Conquista y la Revolución. También nuestro municipio sufrió grandes transformaciones, al mismo tiempo que nuestro estado definía su identidad.
Todas esas alteraciones geográficas obedecieron a intereses y luchas regionales, como fue en el caso de los “señores” de las tierras de San Antonio de Padua y San Juan Capistrano, del siglo XIX, que en un capricho durante las negociaciones de los límites entre Jalisco y Zacatecas, decidieron que lo mejor era formar parte del territorio Zacatecano.
Así, durante este periodo, Jalisco y Zacatecas dieron forma a su territorio en un intercambio de barrancas para delimitar lo que hoy conocemos como Mezquitic, Huejuquilla, Monte Escobedo, Valparaíso, Huejucar, Colotlán y Nayarit.

## Geografía
El municipio de Mezquitic se encuentra en la región Norte del estado de Jalisco, tiene una extensión territorial de 3372.212 kilómetros cuadrados que representan el 4.27% de la extensión total de Jalisco, siendo uno de los municipios territorialmente más extensos. Sus coordenadas geográficas extremas son 21° 53' - 22° 35' de latitud norte y 103° 33' - 104° 23' de longitud oeste y su territorio tiene una altitud máxima de 2 800 y una mínima de 400 metros sobre el nivel del mar.
Limita al sur con el municipio de Bolaños y al sureste con el municipio de Villa Guerrero, al norte limita con el municipio de Huejuquilla el Alto; también al norte y este limita con el estado de Zacatecas, en particular con el municipio de Valparaíso y el municipio de Monte Escobedo y al oeste limita con el municipio del Nayar y el municipio de La Yesca del estado de Nayarit.

### Orografía e hidrografía
Predominan las zonas accidentadas (56%). La parte noroeste del municipio es variada, hay serranías con alturas hasta de 2,000 metros sobre el nivel del mar y pequeños valles formados por la vecindad de cerros y lomas. La parte norte es casi montañosa, de norte a sur baja una sierra en cordón que se llama Cordón de la Ceja, con altura de los 1,850 metros.
Más al oriente se encuentra una meseta plana a los 1,900 metros sobre el nivel del mar, casi al límite con Zacatecas; al sur de esta sección, las Mesas de los González, y al norte, La Mesa del Frayle; casi lindando con Villa Guerrero, las Mesas del Sentado, de Velázquez y de la Rusia, con alturas entre los 1,600 y los 1,900 metros sobre el nivel del mar. Estas elevaciones forman parte de la Sierra los Huicholes, la cual posee una altura de 2,860 m s. n. m., lo cual la convierte en una de las principales elevaciones del estado.
La parte más grande y más regular del municipio presenta las mismas características; montañas con pequeños valles encontrándose la Mesa del Corral Polanco, con altura de 2,400 metros sobre el nivel del mar, Mesa de San Juan, con 2,400 metros sobre el nivel del mar, Mesa El Imposible y Cerro Pájaros Azules, con 2,500 metros, Cerro de los Amoles, con 2,730, Cerro de La Ciénega del Toro Gacho, con 2,600, y cordón de Los Tepozanes, con 2,700 metros sobre el nivel del mar. También hay zonas planas (23%) y zonas semiplanas (21%).
Suelos: La composición de los suelos es de tipos predominantes Litosol, Feozem Háplico y Luvisol Vértico. El municipio tiene una superficie territorial de 315,106 hectáreas, de las cuales 21,323 son utilizadas con fines agrícolas, 63,482 en la actividad pecuaria, 230,276 son de uso forestal y 25 hectáreas son suelo urbano. En lo que a la propiedad se refiere, una extensión de 27,859 hectáreas es privada y otra de 28,301 es ejidal; 258,946 hectáreas son propiedad comunal.
El municipio pertenece a la región hidrológica Lerma-Chapala-Santiago.
Cruzan dos ríos importantes: Valparaíso o Chico que es el nacimiento del Río Bolaños (al oriente), y Atengo o Chapalangana (al poniente). Los arroyos más importantes son:  Sabinos, Tepehuaje, Hondo, Gavilanes y Toloaque. Existe también la laguna de Maguey, además de una gran cantidad de ojos de agua y manantiales.

### Clima y ecosistemas
El clima es semiseco, con otoño, invierno y primavera secos, y semicálido, sin cambio térmico invernal bien definido.
La temperatura media anual es de 19°C, con máxima de 40 °C y mínima de -5 °C. Contando con una precipitación media de 488.4 milímetros. El promedio anual de días con heladas es de 3. Los vientos dominantes son en dirección del suroeste.

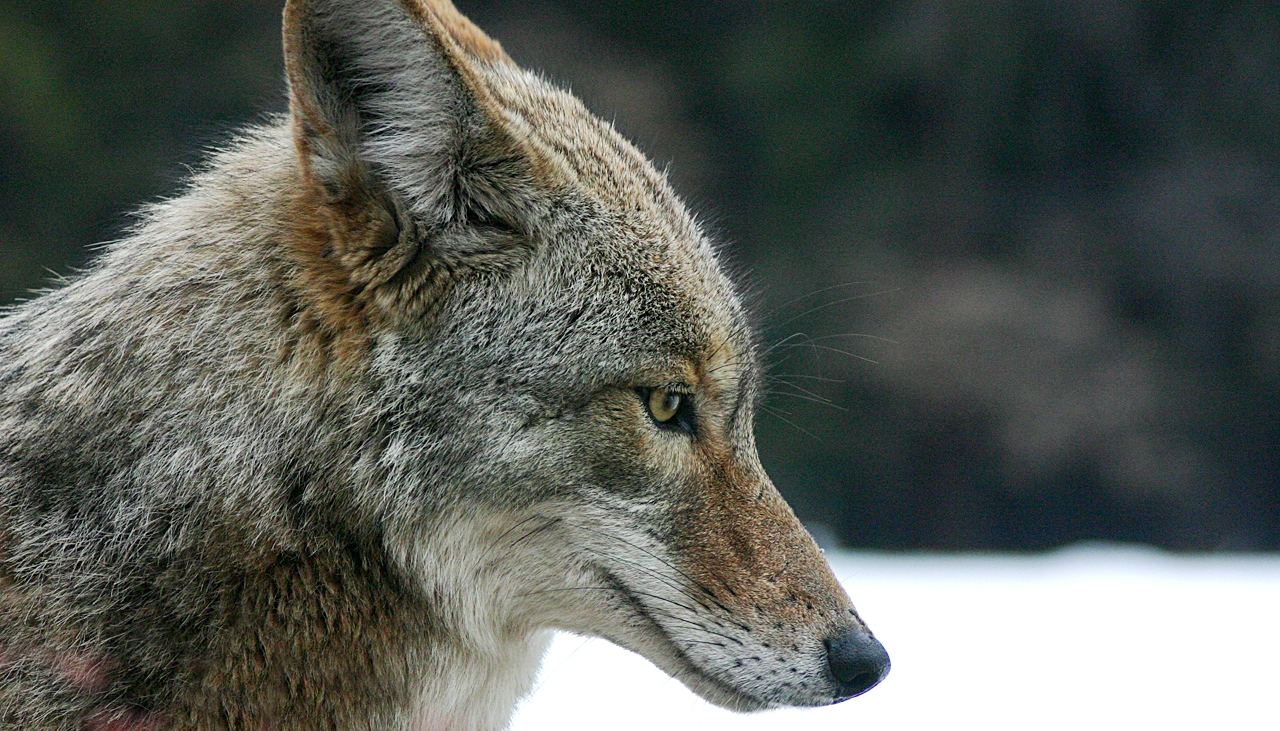
El coyote es un animal típico del municipio.

En sus partes altas, se compone básicamente de pino y cedro;  en las laderas encontramos tabachín, encino y roble, palo colorado; las lomas y montaña tienen selva baja espinosa, donde abundan el nopal, mezquite, huizache, zotol, palo dulce, pitahayo, garambuyo, biznaga, huizache, mezquite, palo blanco, granjeno, capomo, huásima y zapote.
En cuanto a la fauna, existen especies como el venado, jabalí, conejo, puma, gato montés, tigrillo, onza, tejón, mapache, ardilla, zorrillo, coyote, guajolote, aguililla, zopilote, jilguero, güilotas, gorrión, cenzontle, víbora de cascabel, coralillas, escorpión, tarántula, entre otros.

## Demografía
De acuerdo a los resultados del Censo de Población y Vivienda de 2020 realizado por el Instituto Nacional de Estadística y Geografía, la población total del municipio de Mezquitic asciende a 22 083 personas, de las que 11 468 son mujeres y 10 615 son hombres. No hay información respecto a la cantidad de personas que se reconocen a sí mismas en algún tipo de disidencia sexual. La mayor parte de esta comunidad se reconoce como parte de la nación y pueblo originario Wixárika. La densidad poblacional es de 5.36 habitantes por kilómetro cuadrado.

### Localidades
En el censo de 2020 el municipio de Mezquitic contaba con 501 localidades.
| Código INEGI      | Localidad            | Población (2020) |
| ----------------- | -------------------- | ---------------- |
| 140610001         | Mezquitic            | 2 639            |
| 140610190         | San Andrés Cohamiata | 1 676            |
| Otras localidades | Otras localidades    | 17 768           |
| Total municipal   | Total municipal      | 22 083           |

### Religión
El 51.24% profesa la religión católica; sin embargo, también hay creyentes de los Testigos de Jehová, Protestantes, Adventistas del Séptimo Día, etc. Además, (sea en su forma entrelazada con el catolicismo o en las versiones que han logrado resistir a la fuerza hegemónica en los territorios occidentalizados) existe la cosmovisión y forma de vida wixarika practicada por los habitantes de la zona serrana del pueblo Wixárika o denominados colonialmente por los españoles como huicholes, entre otras prácticas espirituales. El 24% de los habitantes ostentaron no practicar religión alguna.

## Política
Su forma de gobierno es democrática y depende del gobierno estatal y federal; se realizan elecciones cada 3 años, en donde se elige al presidente municipal y su gabinete. en la Zona de la sierra se rigen por usos y costumbres donde existen cuatro gobernaturas tradicionales  huicholes.
El municipio cuenta con 432 localidades, siendo las más importantes: Mezquitic (cabecera municipal),
San Andrés Cohamiata, Nostic, El Chalate, Los Amoles y San Miguel.

### Representación legislativa
Para la elección de diputados locales al Congreso de Jalisco y de diputados federales a la Cámara de Diputados federal, el municipio de El Salto se encuentra integrado en los siguientes distritos electorales:
Local:
- Distrito electoral local de 1 de Jalisco con cabecera en Tequila.[15]

Federal:
- Distrito electoral federal 1 de Jalisco con cabecera en Tequila.[16]